# Le Tilleul-Lambert
Le Tilleul-Lambert là một xã thuộc tỉnh Eure trong vùng Normandie miền bắc nước Pháp.